# Альма-Тадема, Лаура
Лау́ра А́льма-Таде́ма (урождённая Эппс; 16 апреля 1852, Лондон — 15 августа 1909[…], Хиндхед, Суррей) — английская художница викторианской эпохи, жена и ученица Лоуренса Альма-Тадемы.

## Биография
Дочь доктора Джорджа Наполеона Эппса, который вместе со своим братом Джоном был пионером гомеопатии в Великобритании. В семье были три дочери, которые проявляли артистические способности; старшие сёстры Лауры учились у художников-прерафаэлитов. Обладая способностями к музыке, она, однако брала уроки живописи, и в доме Форда Брауна в декабре 1869 года познакомилась с Лоуренсом Альма-Тадемой, который уже был известным в Европе художником. Отчасти из-за отношений с Лаурой Лоуренс Альма-Тадема принял решение переехать в Англию с двумя дочерьми от первого брака (жена художника скончалась в мае того же года). В сентябре 1870 года Альма-Тадема поселился в Лондоне с дочерьми и сестрой, и сделал Лауре предложение. Отец — доктор Эппс — считал, что она слишком молода для замужества: Лауре было 18, Альма-Тадеме — 34 года, но согласился, что они должны узнать друг друга лучше. Альма-Тадема стал официально давать Лауре уроки живописи, что позволило ему регулярно бывать у Эппсов. Наконец, они поженились в июле 1871 года, но этот брак оказался бездетным.
В 1873 году Лаура впервые участвовала в Парижском салоне и получила хвалебные отзывы критиков. На Всемирной выставке 1878 года в Париже она оказалась одной из двух английских женщин-художниц. На родине она выставлялась вместе с мужем в Королевской Академии художеств, галерее Гросвенор и др. Периодически Лаура выступала как иллюстратор английских периодических изданий, а также была известна как хозяйка салона, где собирались, преимущественно, художники и музыканты. Лаура служила постоянной моделью своего мужа, появившись на 12 его полотнах, в том числе картине «Помешали», написанной для выставки женского портрета 1880 года. В 1870-е годы она позировала для скульптора Жюля Далу и художника Ф. Милле.
По художественной манере живопись Лауры Альма-Тадема напоминала творчество её мужа, однако радикально отличалась тематика — более «женская», что было обычным для викторианской живописи. Она специализировалась на сентиментальных бытовых сценах с изображением женщин и детей, но иногда обращалась к классическим сюжетам и пейзажам. Подписывала она свои произведения фамилией мужа, но не снабжала свои картины каталожным номером опуса.
Скончалась после продолжительной болезни 15 августа 1909 года в возрасте 57 лет в загородном имении в Хинхеде. Похоронена там же. После её кончины вдовец устроил в 1910 году обзорную выставку.